# Karbi
Karbi – wieś w Armenii, w prowincji Aragacotn. W 2011 roku liczyła 3666 mieszkańców.